# 布里吉特瑙
布里吉特瑙（德語：Brigittenau）是维也纳的第二十区，位于市中心东北，狭长的多瑙岛西北部，又名“下岛”（"Unterer Werd"）。西侧为多瑙河，东北为多瑙运河，南侧为同处一岛的利奥波德城。该区面积5.67平方公里，人口82,121人，拥有许多住宅。
该区得名于彼济达小圣堂（建于1645-1651年）。
多瑙岛形成于1870至1875年多瑙河调节工程之后，许多主要街道都以多瑙河监督管理委员会的成员命名。因此，该区不存在历史街区。1900年，该区从第二区分出。
该区最有名的地标是千禧大厦。希特勒的维也纳故居默尔德曼街宿舍也位于该区。 
该区的平均海拔高度为162.4米。该区面积5.67km2。

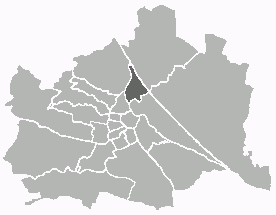
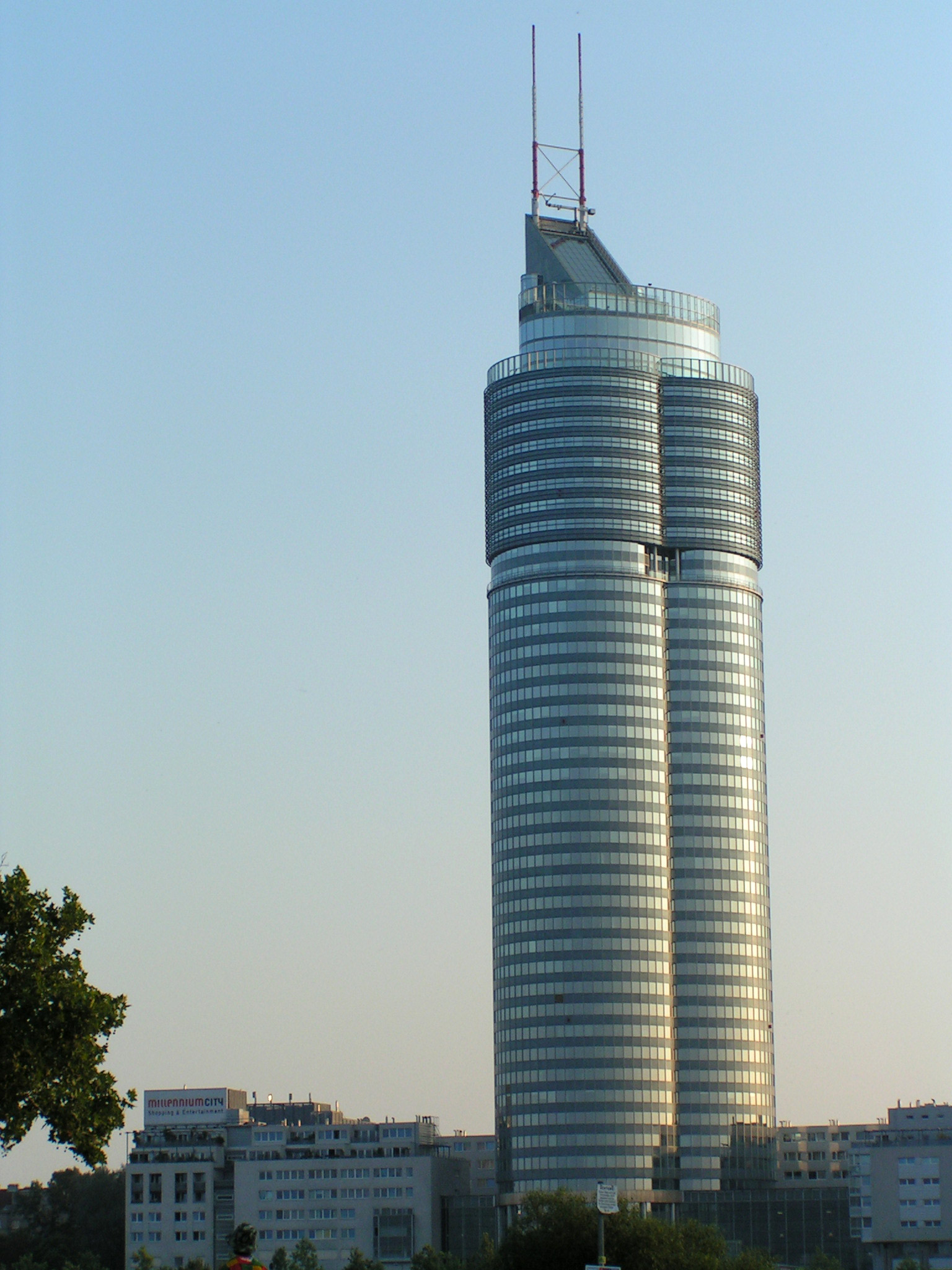
千禧大厦
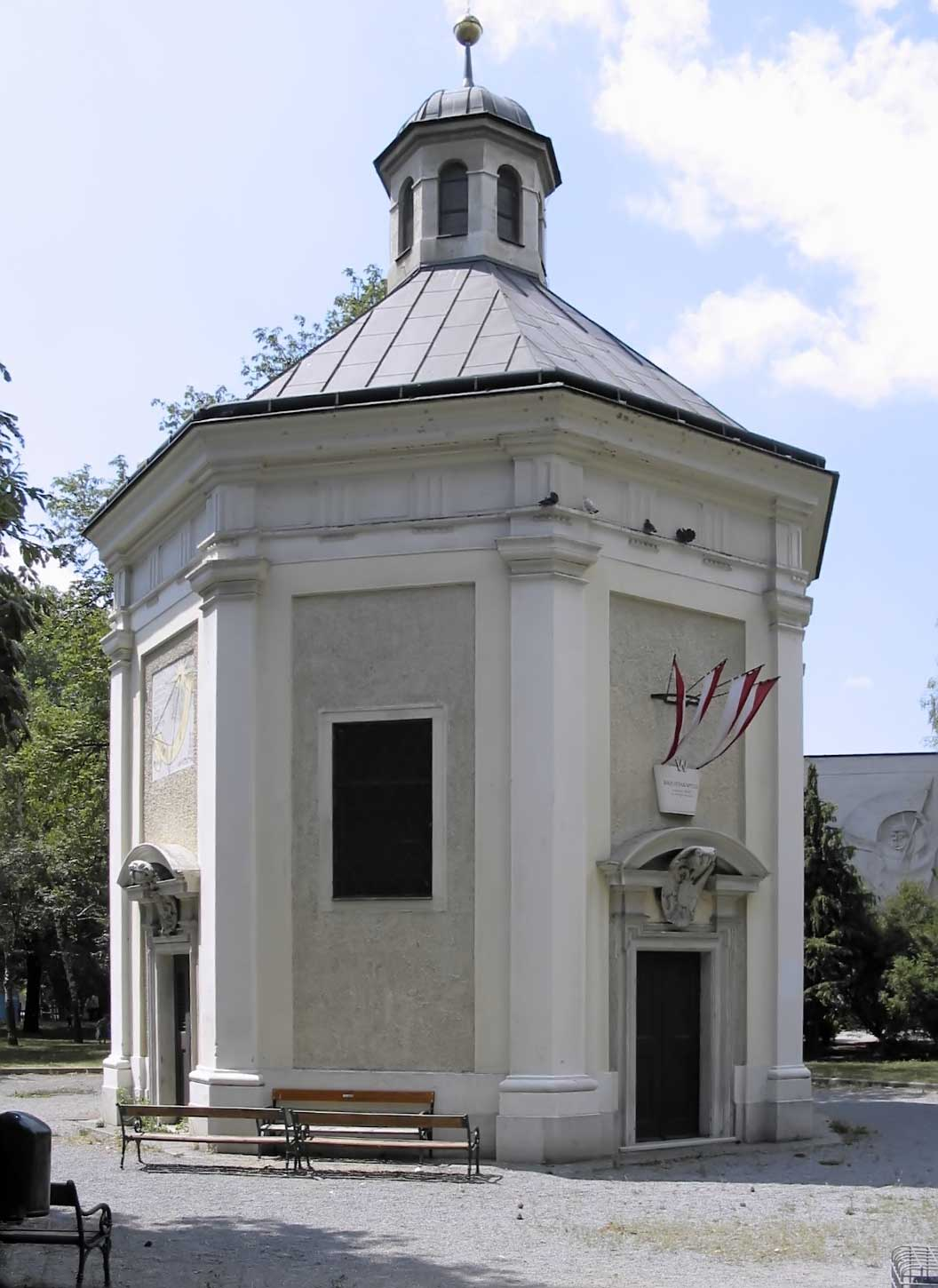
彼济达小圣堂
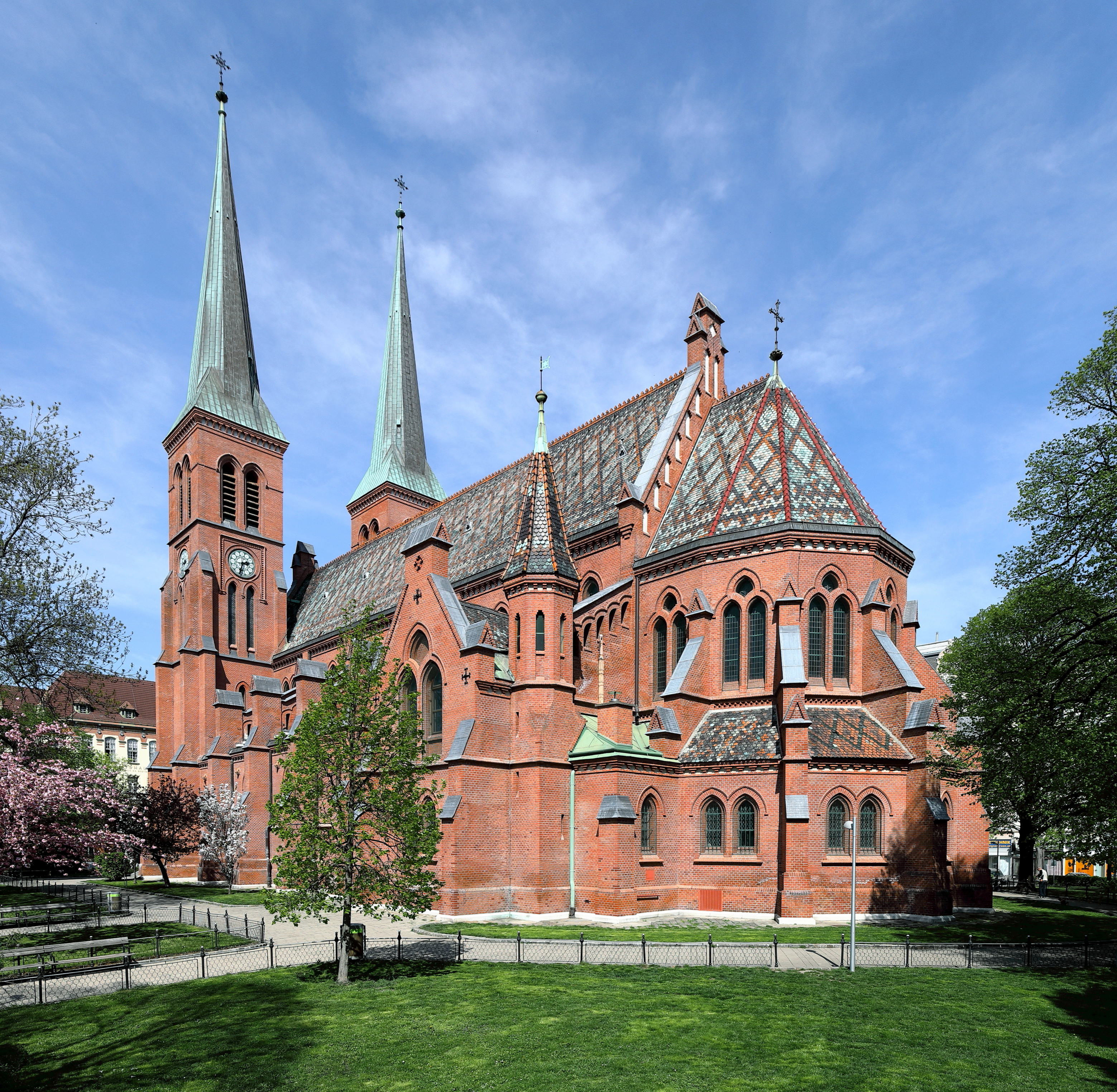
彼济达教堂
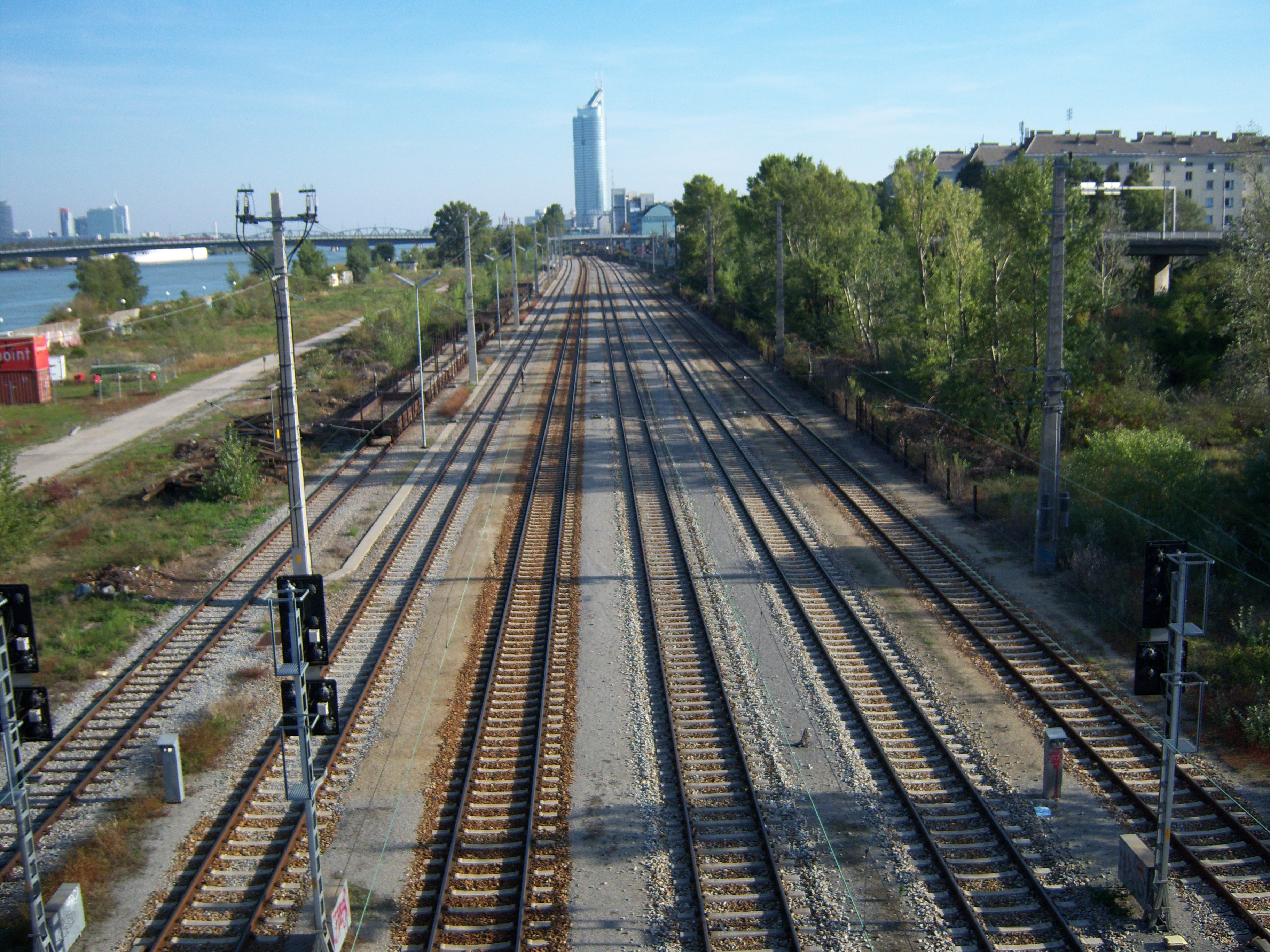
铁路